# Stadt Luzern (Schiff, 1928)
Die Stadt Luzern ist ein denkmalgeschützter Schaufelraddampfer auf dem Vierwaldstättersee in der Schweiz. Sie wird von der Schifffahrtsgesellschaft des Vierwaldstättersees betrieben und gilt als deren Flaggschiff. Sie ist das letzte Dampfschiff, das für einen Schweizer See gebaut wurde.

## Geschichte
Die Beschaffung des Schiffs wurde von der damaligen «Dampfschiffgesellschaft des Vierwaldstättersees» (DGV) 1926 beschlossen, um auf die Modernisierung älterer Schiffe, insbesondere der Stadt Luzern von 1887, verzichten zu können. Obwohl die DGV ihre Salon-Raddampfer bis zu diesem Zeitpunkt meist bei Escher-Wyss oder Sulzer hatte bauen lassen, entschied man sich dafür, die Firma Gebrüder Sachsenberg in Roßlau an der Elbe zu beauftragen, da die Schweizer Hersteller wesentlich teurer offerierten und den Bau von Dampfschiffen bald einzustellen planten.

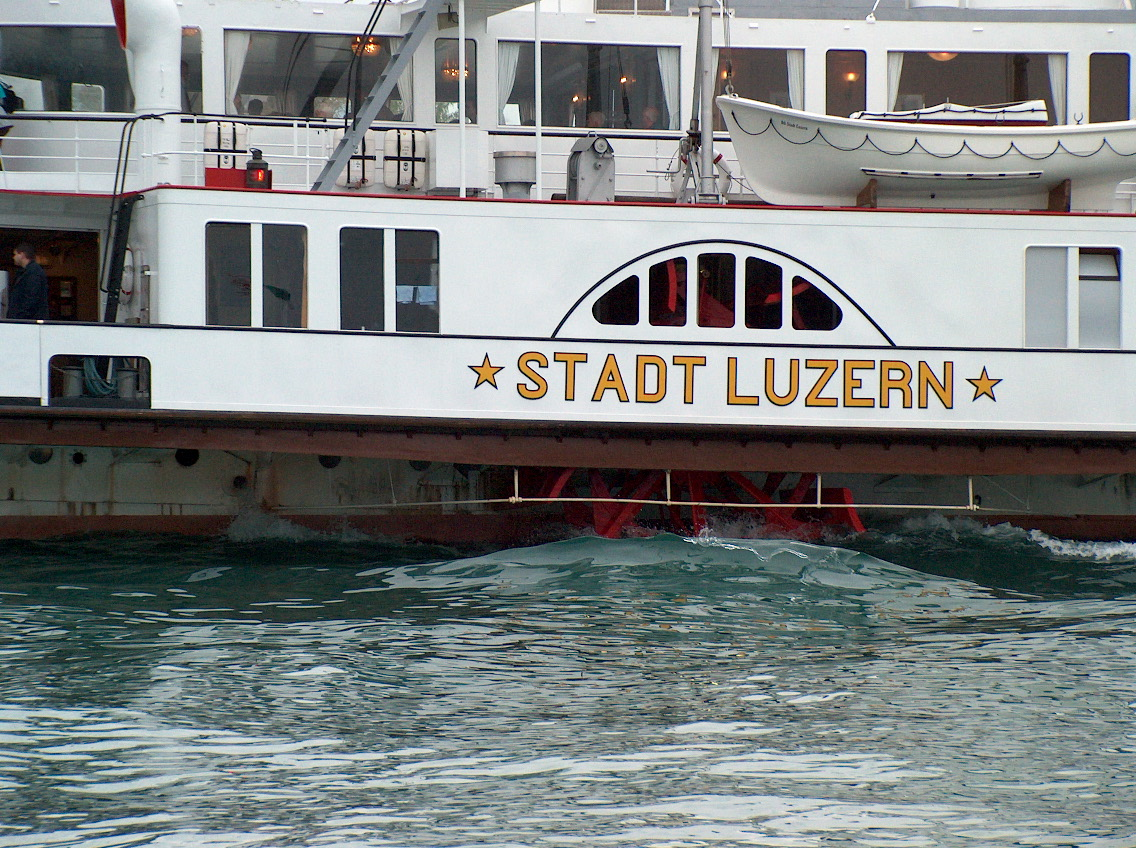
Schaufelrad

Die Stadt Luzern war bei ihrer Ablieferung 1928 mit einer schrägliegenden Zweizylinder-Heissdampf-Verbunddampfmaschine ausgestattet. Das Schiff musste jedoch schon zwei Tage nach seiner Jungfernfahrt vom 23. Juni 1928 wegen einer Maschinenpanne für mehr als ein Jahr stillgelegt werden. Es zeigte sich, dass die Maschine den Anforderungen nicht genügte und ersetzt werden musste. Als Ersatz wurde eine schrägliegende Drillings-Gleichstromdampfmaschine von Sulzer gewählt, welche seit der zweiten Jungfernfahrt am 5. Juli 1929 ihren Dienst versieht.
Von den durchwegs älteren anderen Dampfern auf den Seen der Schweiz hebt sich die Stadt Luzern durch ihre Gestaltung in Anlehnung an Ozeanliner der 1920er Jahre ab, unter anderem mit Salons im Art-déco-Stil. Bugzier ist das Luzerner Blau-Weiss. Auf dem Vierwaldstättersee ist sie das längste, breiteste und schwerste Passagierschiff. Mit 1200 Passagieren verfügt sie zudem über die grösste Kapazität und mit 1600 PS (im Betrieb zur Schonung auf 1300 PS gedrosselt) über die stärkste Maschine auf dem See. 1953/54 wurde die Kesselanlage von Kohle- auf Schwerölfeuerung umgebaut. Eine umfangreiche Generalüberholung wurde zwischen 1985 und 1989 etappenweise jeweils im Winter durchgeführt, eine weitere zwischen 1997 und 2000.
Eine umfassende Revision fand von Ende September 2018 bis Frühling 2021 statt. Das Schiff befand sich in dieser Zeit in der Werft. Dabei wurden unter anderem die originalen Dampfkessel ersetzt und die Küche sowie das Mobiliar erneuert. Das Mobiliar wurde aufgrund von Fotos aus der Ursprungszeit rekonstruiert. An die Kosten von 13,3 Millionen Schweizer Franken trug der Verein Dampferfreunde Vierwaldstättersee 4 Millionen bei. Mit 1,1 Millionen beteiligten sich auch die Denkmalpflege des Kantons Luzern und der Eidgenossenschaft. Die Stadt Luzern wurde im Anschluss als zweiter Raddampfer des Vierwaldstättersees nach der Unterwalden als ganzes Schiff unter Denkmalschutz gestellt.
Wie auch die anderen vier aktiven Vierwaldstättersee-Dampfer Uri, Unterwalden, Schiller und Gallia wurde die Stadt Luzern als Kulturgut von nationaler Bedeutung (Kategorie A) eingestuft.

## Einsatz
Die Stadt Luzern wird sowohl für Linien- als auch für Charterfahrten eingesetzt. Mit Stand Ende Saison 2013 hatte sie 999'001 km geleistet. Sie wird gelegentlich auch bei Staatsbesuchen verwendet; so sind Eva Perón und Königin Elisabeth II. mit ihr gefahren. General Henri Guisan benutzte das Schiff 1940 für die Fahrt mit den höheren Offizieren der Schweizer Armee zum Rütlirapport.